# TX-0
TX-0 је један од првих рачунара који су искључиво користили транзисторе као прекидачке елементе. Претходио му је тајни војни рачунар TRADIC.
Рачунар је развијен на МИТ-у (Massachusetts Institute of Technology) 1956. године.

## Коришћена литература
- .  978-0-312-31367-8.., страна 648.